# Изяковский сельсовет
Изяковский сельсовет — муниципальное образование в Благовещенском районе Башкортостана.

## История
Согласно «Закону о границах, статусе и административных центрах муниципальных образований в Республике Башкортостан» имеет статус сельского поселения.

## Население
| 2002  | 2009  | 2010  | 2012  | 2013  | 2014  | 2015  |
| ----- | ----- | ----- | ----- | ----- | ----- | ----- |
| 1092  | ↗1168 | ↘1152 | ↗1154 | ↘1144 | ↘1128 | ↘1108 |
| 2016  | 2017  |       |       |       |       |       |
| ↘1099 | ↘1092 |       |       |       |       |       |

## Состав сельского поселения
| № | Населённый пункт | Тип населённого пункта       | Население |
| - | ---------------- | ---------------------------- | --------- |
| 1 | Верхний Изяк     | село, административный центр | ↘558      |
| 2 | Нижний Изяк      | деревня                      | ↘256      |
| 3 | Успенка          | деревня                      | ↘139      |
| 4 | Шариповка        | деревня                      | ↗93       |
| 5 | Новоминзитарово  | деревня                      | ↘61       |
| 6 | Горный Уразбай   | деревня                      | ↗23       |
| 7 | Торновка         | деревня                      | ↗22       |
| 8 | Рафиково         | деревня                      | →0        |